# Arranmore
Arranmore, také Árainn Mhór nebo Aran Island, je ostrov u severozápadního pobřeží Irska, náležící k hrabství Donegal v Ulsteru. Má rozlohu 22 km² a žije na něm okolo pěti set obyvatel, převážně ve vesnici Leabgarrow. Je spojen pravidelným přívozem s pevninským městečkem Burtonport, vzdáleným pět kilometrů. O starodávném osídlení svědčí četné køkkenmøddingy na pobřeží. Ostrov byl v 19. století těžce postižen velkým irským hladomorem, většina obyvatel se odstěhovala, velká komunita přistěhovalců z Arranmore žije na Beaver Island v Michiganu. Funguje zde televizní vysílač, maják a stanice pro záchranu ztroskotaných lodí, hlavními zdroji příjmů jsou rybolov a turistický ruch. Ostrov patří do oblasti gaeltacht: asi dvě třetiny místních obyvatel hovoří irštinou. V létě se zde konají prázdninové kursy irského jazyka, spojené s kulturním a společenským programem, kdy se počet obyvatel ostrova zdvojnásobí.